# Brandweermuseum Wouwse Plantage
Het Brandweermuseum Landgoed Wouwse Plantage is een particulier museum dat zich bevindt op het landgoed Wouwse Plantage, en wel in de buurtschap Plantage Centrum op het adres Plantage Centrum 1.

## Geschiedenis
De museumverzameling is ontstaan toen de landgoedeigenaar, Erik Speeckaert, een oude brandweerauto van de gemeente Roosendaal en Nispen kocht om daarmee een eventuele brand op het uitgestrekte landgoed te kunnen blussen. Sindsdien groeide zijn belangstelling voor brandweermaterieel en sinds 1982 is de verzameling uitgegroeid tot een echt museum. Een aantal vrijwilligers onderhoudt en restaureert de voertuigen en andere voorwerpen.

## Museum
De collectie omvat een zevental historische brandweerauto's, waarvan de oudste uit 1933 dateert. Voorts is er een viertal antieke handspuiten te bezichtigen alsmede een stoomspuit uit 1920.
Het museum is niet onbeperkt te bezichtigen, aangezien Plantage Centrum gewoonlijk niet toegankelijk is. Men kan met groepen van ten minste 15 personen een reservering boeken bij de Roosendaalse VVV. Op enkele dagen per jaar, als er manifestaties zijn in Plantage Centrum, is het museum eveneens opengesteld.